# (1768) Appenzella
(1768) Appenzella ist ein Asteroid des Hauptgürtels, der am 23. September 1965 vom Schweizer Astronomen Paul Wild, vom Observatorium Zimmerwald der Universität Bern aus, entdeckt wurde.
Die Namensgebung bezieht sich auf die Kantonsschule Trogen, wo Wild 1945 die Matura absolvierte. Als die Schule 1971 ihr 150-Jahr-Jubiläum feierte, beehrte der Alt-Trogener seine ehemalige Schule auf besondere Weise: 1965 nannte Wild den neu entdeckten Planetoid provisorisch 1965 SA. Im Jubiläumsjahr gab er dem Asteroiden den Namen Appenzella, nach dem Schweizer Kanton Appenzell. Dazu schrieb er: «Nach der vierten beobachteten Begegnung schliesslich darf der Entdecker dem neuen, wohlgeprüften Himmelskörper einen Namen geben. Im letzten Sommer war die definitive Benennung des (…) Kleinplaneten, 1965 SA, fällig. Ich benutzte die Gelegenheit des 150-Jahr-Jubiläums unserer Schule, ihn Appenzella zu taufen. Die Philologen mögen mir diese naive Latinisierung verzeihen. Es ist zu bedenken dass Abbatis Cella wahrscheinlich den meisten Himmelsmechanikern ein Rätsel wäre. Ich hatte auch Trogena in Betracht gezogen, das seltsame Wort aber nicht zum Klingen gebracht. Wir nennen uns Alt-Trogener, aber Dank schulden wir nicht nur der Gemeinde, sondern vor allem dem ganzen Appenzellervolk, das mit Opfern die Schule unterhält, die uns bilden geholfen hat. Freilich ist nun die Appenzella ein Geschenk ohne praktischen Nutzen. Sie dürfte ein kahler Felsbrocken von einigen Kilometern Durchmesser und unregelmässiger Form sein, wüst anzuschauen aus der Nähe; da ist das irdische Appenzellerland unvergleichlich viel lieblicher. Die Appenzella beschreibt auch keine aussergewöhnliche Bahn; sie kommt weder uns nahe genug, dass wir mit ihr das Sonnensystem vermessen könnten, noch in eine so besondere Lage zu Jupiter oder Saturn, dass sie deren Masse verriete. Als ein schwaches, laufendes Lichtpünktchen unter vielen Tausenden wird sie von Zeit zu Zeit auf der einen oder anderen Sternwarte photographiert werden, und der sie findet, zufällig oder sich bemühend, wird ein Weilchen das Land zwischen Säntis und Bodensee vor sich sehen, aus der Erinnerung oder in der Phantasie. (…) Glückliche Fahrt!»